# Krai de Krasnoiarsk
|  | No s'ha de confondre amb Krai de Krasnodar. |

El krai de Krasnoiarsk (en rus: Красноя́рский край) és un subjecte federal de Rússia (un krai). És la segona regió més gran de Rússia després de la República de Sakhà i ocupa una àrea de 2.366.797 km² (un 13% del total de la Federació, l'equivalent a l'extensió d'Algèria). La capital és Krasnoiarsk.

## Geografia
El krai està localitzat al mig de Sibèria i abasta 3.000 quilòmetres de nord a sud, des de les muntanyes del Saian, prop de la frontera amb la Xina, tot seguint el curs del riu Ienissei fins a la península de Taimir al nord. Limita amb les províncies de Tiumén, Tomsk, Irkutsk i Kémerovo, les repúbliques de Khakàssia, Tuvà i Sakhà, i amb l'oceà Àrtic al nord (en concret amb els mars de Kara i Làptev).
Està situat a la conca de l'Àrtic, on desguassen un gran nombre de rius; els principals són el Ienissei i els seus afluents (de sud a nord): el Kan, l'Angarà, el Tunguska Pedregós i el Tunguska Inferior.
L'arxipèlag àrtic de la Terra del Nord, amb uns 37.000 km², pertany a aquest krai.

### Zona horària
El krai de Krasnoiarsk se situa a la Zona Horària de Krasnoiarsk (KRAT, KRAST a l'estiu), que correspon a UTC +7 (KRAT) i UTC +8 (KRAST).

## Història
El krai administratiu es va instaurar el 1934, i en aquell moment incloïa el que ara és Khakàssia. El 1991, Khakàssia se'n va separar i es va convertir en república.
En els temps de Stalin, molts russos, ucraïnesos i belarussos van ser arrestats i enviats a Krasnoiarsk a l'exili.
L'1 de gener de 2007, segons el que es va acordar el 17 d'abril de 2005, els districtes autònoms d'Evènkia i de Taimíria es van unir al krai.